# Light (fleuve)
Pour les articles homonymes, voir Light.
Le fleuve Light  (en anglais : Light River) est un cours d’eau de la région de Fiordland, dans l’Île du Sud de la  Nouvelle-Zélande.

## Géographie
Il prend naissance dans l’Ouest du “Lac Quill » et s’écoule vers l’Ouest pour se jeter dans la mer au niveau du « Sutherland Sound ».